# Quinlan (nome)
Quinlan  è un nome proprio di persona inglese maschile.

## Origine e diffusione
Nome di scarsa diffusione, riprende il cognome irlandese Quinlan, una forma anglicizzata di Ó Caoindealbháin, che significa "discendente di Caoindealbhán"; quest'ultimo, in irlandese antico Caíndelbán, è un nome composto da caín ("bello"), delb ("forma", "immagine") e da un suffisso diminutivo.

## Onomastico
Il nome è adespota, cioè non è portato da alcun santo, quindi l'onomastico si festeggia il 1º novembre, giorno di Ognissanti.

## Persone
- Quinlan Terry, architetto britannico

## Il nome nelle arti
- Hank Quinlan è il nome del personaggio interpretato da Orson Welles nel suo film del 1958 L'infernale Quinlan (Touch of Evil).
- Quinlan Vos è un personaggio dell'universo espanso di Guerre stellari.